# Adrián Makala
Adrián Berthram McCalla Rivera (Ciudad de México, 14 de diciembre de 1975), mejor conocido como Adrián Makala, es un actor mexicano de origen panameño.

## Vida profesional
Comenzó a actuar durante sus años en la Universidad Autónoma de Nuevo León, poco después partió hacia la Ciudad de México donde participó con papeles breves en varios programas de televisión, obras de teatro y comedia musical. También tuvo oportunidad de participar como vocalista del Grupo Kolé en diversos centros nocturnos. En el año 2001 tiene la oportunidad de participar en la telenovela Cuando seas mía, un remake de la telenovela colombiana Café, con aroma de mujer producida por TV Azteca.
Dentro de sus participaciones en cine se cuentan las películas Before Night Falls, Original Sin y Fidel (2002) donde interpreta al teniente de la revolución cubana Juan Almeida.

## Biografía
En el año 2006 atrajo la atención del productor de televisión Alexis Nuñes Oliva y pasa a formar parte del canal Ritmoson Latino (Televisa Networks) como presentador del Noticiero Musical Fama junto a la conductora chilena Millaray Viera. Dos años más tarde dejaría el canal luego de convertirse en el titular de la emisión Lo que está sonando.
Actualmente participa interpretando a José Palacios en la exitosa serie de Netflix Bolivar producida por Caracol Televisión y en la versión de Cuna de lobos (telenovela de 2019).

## Series
Además ha participado en la serie colombiana Sala de Urgencias producida por RCN. En esta, interpreta al doctor Pedro Beltrán, un cirujano de urgencias que muestra un carácter seco y frío frente a las situaciones que se le presenta y es muy exigente con sus aprendices Juan José Cardona y Lucy Méndez.
Participó también en la serie basada en la vida de la Guarachera de Cuba Celia Cruz, Celia Cruz: La Serie interpretando a Ralph Mercado, quien fuese manager de la exitosa cantante en uno de sus últimos trabajos con discográficas.

## Filmografía

### Televisión
- 2024 - Juegos interrumpidos - Tyler McGuire
- 2021 - Malverde: el santo patrón - John Reed
- 2021 - La negociadora - Compañero[1]
- 2019 - Cuna de lobos  - Julius Monroe
- 2019 - Bolívar - José Palacios (mayordomo)
- 2018 - The Marcus Garvey Story - W.E.B. Du Bois
- 2017 - El Cesar - Mr. Burke
- 2017 - Paquita la del Barrio - Leon
- 2016 - Sala de Urgencias 2 - Doctor Pedro Beltran
- 2016 - Celia - Ralphi
- 2016 - La esclava blanca - Jefe Prudencio
- 2015 - Sala de Urgencias - Doctor Pedro Beltran
- 2013 - El Señor de los Cielos - Enrique Quijano
- 2012 - Morelos - Gaspar
- 2012 - Como dice el dicho - Pablo
- 2012 - Kipatla - Maurice
- 2011 - La última muerte - Jan
- 2011 - Los Héroes del Norte
- 2010 - Capadocia - Barret
- 2010 - Los Minondo - Matias
- 2010 - Bienes raíces - Roberto
- 2008 - Los simuladores - Douglas
- 2007 - Species: The Awakening - Paramedico
- 2003 - Enamórate - Maestro de Baile
- 2002 - Fidel - Juan Almeida
- 2001 - Cuando seas mía - Harold McKlane
- 2001 - Original Sin - Ship's Waiter
- 2000 - El grito - Bartender
- 2000 - Before Night Falls - Estudiante
- 1997 - Mirada de mujer - Pierre
- 1996 - The Guilt